# Клапп, Михаэль
Михаэль Клапп (нем. Michael Klapp; 1834, Прага, Австрийская империя — 25 февраля 1888) — австрийский журналист, писатель

 и драматург.
С 1855 года жил в Вене, всю жизнь занимался журналистикой, редактировал несколько изданий, был корреспондентом венских газет в Италии и Испании.
В 1878 году появилась его лучшая пьеса «Rosenkranz und Güldenstern», первоначально представленная в Венском городском театре без имени автора и затем обошедшая все сцены Германии. Другие драматические произведения Клаппа:
- «Der Glückshafen»,
- «Fräulein Kommerzienrat»,
- «Die Komödie Sr. Durchlaucht».

Кроме того, Клапп опубликовал книги:
- «Komische Geschichten aus dem judischen Volksleben» (1859),
- «Zweierlei Juden» (1870),
- «Die Bankgrafen: Roman aus der Schwindelzeit» (1877),
- «In London und unter den Feniern» (1869);
- «Reisetagebuch des Schah von Persien» (1874),
- «Revolutionsbilder aus Spanien» (1869) и др.